# 蔚山海战
蔚山海战（日语：蔚山沖海戦，直译：朝鲜海峡海战，1904年8月14日），日俄战争中两国在黄海海战之后仅4天爆发的一次较小规模的海上冲突。

## 背景
日俄战争爆发后，俄国海军驻海参崴基地，由3艘装甲巡洋舰（「怒吼者」号、「俄罗斯」号、「留里克」号）为基干组成的巡洋舰分舰队，在双方公告开战的当天，就出现在日本海域，进行破交作战。这支分舰队频繁出击，给日本海上运输造成相当大的麻烦。尤其1904年6月15日俄海参崴分舰队在对马海峡附近击沉日本的“常陆丸”、“佐渡丸”（一个近卫团的陆军官兵葬身海底，并损失了18门攻城重炮；請參考常陸丸事件）。当担任海峡警备任务的日本联合舰队第二舰队赶到现场时俄舰早已全无踪影。海参崴分舰队继续沿日本本州岛西海岸向北扫荡，击沉3艘、拦截4艘并俘虏2艘货船后，平安返航。日本举国哗然，联合舰队第二舰队司令上村彥之丞中将的家宅被民众捣毁。7月海参崴分舰队穿过津轻海峡，沿日本东海岸南下，击沉了多艘货船，并出现在东京湾附近海域，京畿震动，日本集结大规模兵力拦截，而俄舰队再次平安返航。
破袭战也成了日本帝国国会的一个讨论问题。
第二舰队司令上村彥之丞中将向东京总部发来电报说由于浓雾导致未能截获海参崴舰队时，一位国会成员说：“浓雾，浓雾，倒着读，就是无能。”
民众大怒并聚集向上村中将私宅投掷石头，上村家宅被民众捣毁，并被骂为俄国间谍。
1904年8月10日，旅顺舰队在毫无胜算的情况下试图突围出旅顺港封锁圈逃往海参崴。
8月11日傍晚，耶森少将奉命前往朝鲜海峡支援旅顺舰队的突围，但他并不知道旅顺舰队已經突圍失敗。 
第二天，旅顺舰队战败的消息传来，但在这之前的一个半小时，耶森已经率「俄罗斯」号、「怒吼者」号和「留里克」号一起出航。
海参崴派出了鱼雷艇追，但没能追上。
耶森舰队在夜间以单一编队航行，白天则以单一水平队形航行，间隔三至五海里，以便于发现前进中的敌人。
日军方面，黄海战役结束后，舰队司令官东乡平八郎命令上村向南面追击逃走的旅顺舰队残余巡洋舰。
上村率领主力前往济州岛附近，与第六舰队会合后返回青岛，进入胶州湾意图搜索逃走的俄国巡洋舰「诺维克」號和海参崴舰队。
在返回途中，第四中队接到通知，留下四艘舰艇警戒东水道，第二中队则前往警戒西水道。

## 海战
8月12日，俄海参崴分舰队南下对马海峡，接应驻旅顺的俄国太平洋舰队突围撤往海参崴（该舰队已于8月10日被击溃）。

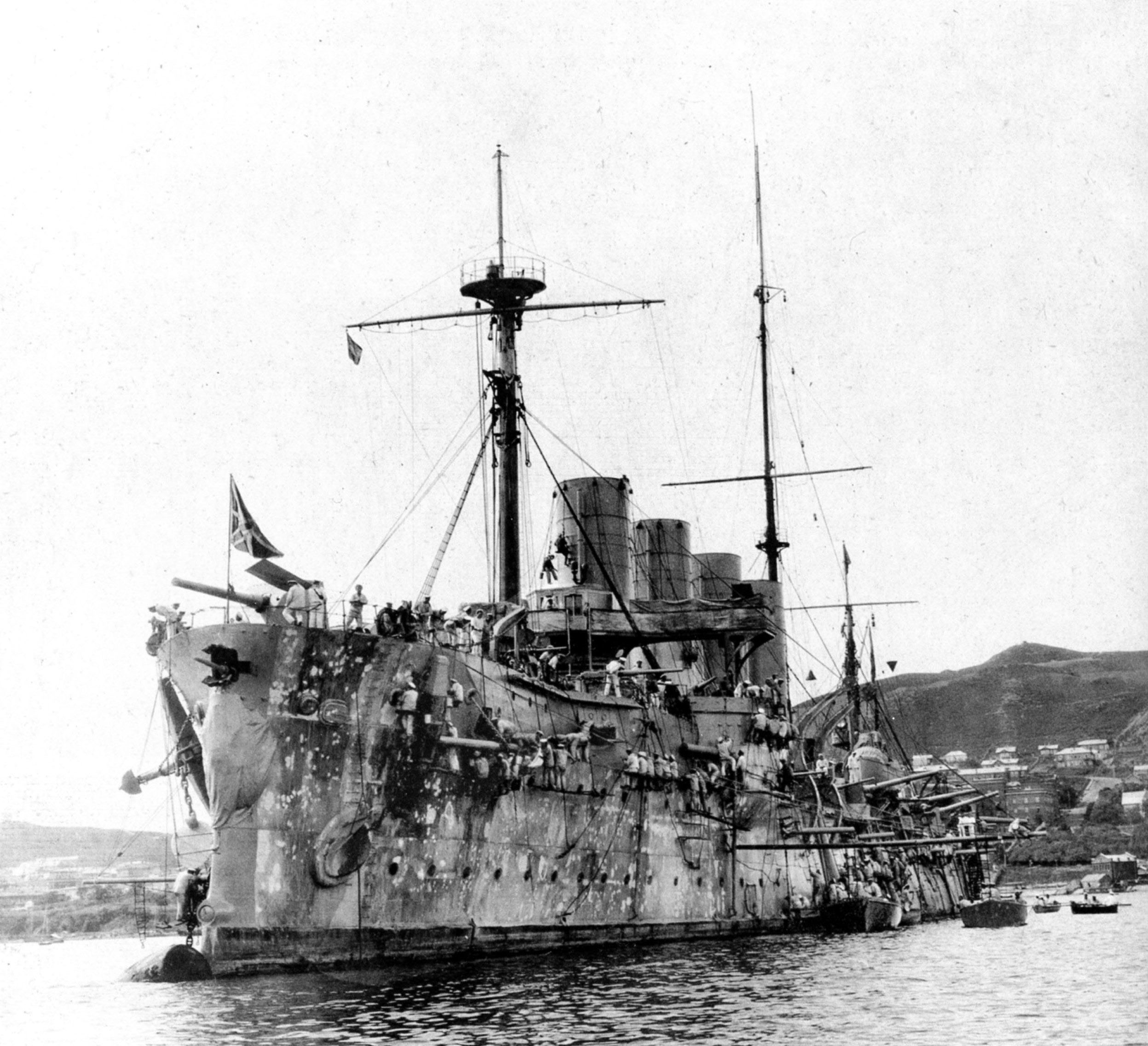
戰後的俄罗斯号

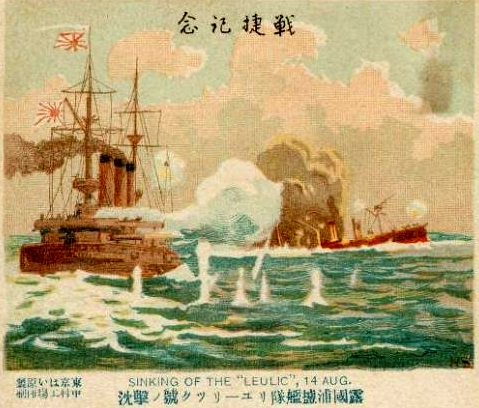
紀念明信片

8月14日清晨4时25分，由上村率领的4艘装甲巡洋舰（出云、常磐、磐手、吾妻）组成的联合舰队第二舰队在对马海峡向南驶向蔚山方向时，发现前方有灯光。
4时50分，确认是海参崴舰队。
俄方舰队也在4时30分发现了北面的日本舰队。
海参崴舰队试图向南逃窜，但不久他们发现新的敌情，联合舰队的浪速号从南面向北快速驶来，于是他们决定改变航向，向西北偏北方向逃窜。
为此，第二舰队向东南偏东方向拦截。
5点20分，日舰开始炮击。日舰在数量、火力、航速方面占有优势。俄舰试图突破日舰拦截。位于舰列末尾的俄舰留里克号在日舰重点打击之下舵机受损脱离队列，丧失战斗力。俄舰试图救助留里克号，最后放弃。8点30分，俄舰格怒吼者号、俄罗斯号通过不断机动突破日舰堵截。日舰磐手号受伤先行返航，吾妻号发生故障，最终日舰放弃追击。留里克号为避免被日舰俘虏自沉。